# His Daughter
His Daughter é um filme mudo norte-americano de 1911 em curta-metragem, do gênero dramático dirigido por D.W. Griffith, estrelado por Edwin August e Blanche Sweet.

## Elenco
- Edwin agosto ... William Whittier
- Florence Barker ... Mary
- Linda Arvidson
- Wilfred Lucas
- Mack Sennett
- Blanche Doce